# Reniforma multilobularis
Reniforma multilobularis är en plattmaskart. Reniforma multilobularis ingår i släktet Reniforma och familjen Didymozoidae. Inga underarter finns listade i Catalogue of Life.